# HD 61623
HD 61623，又名CD-39 3463，SAO 198226、HR 2952，是一颗恒星，视星等为6.59，位于銀經253.54，銀緯-8.88，其B1900.0坐标为赤經7h 34m 58.6s，赤緯-39° -8.88′ 50″。